# 杨树浦发电厂

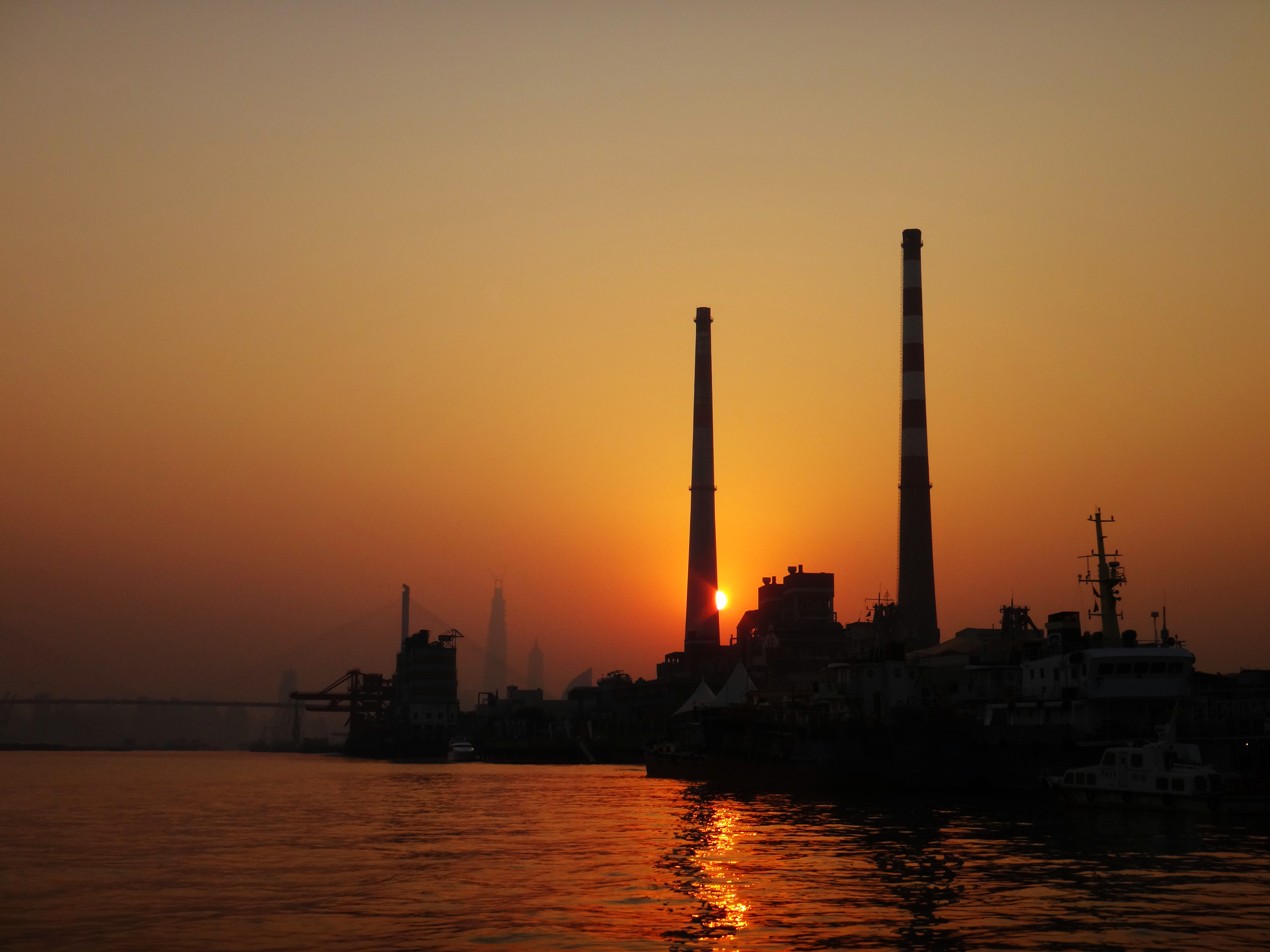
黄昏时分的杨树浦发电厂

杨树浦电厂，旧称江边电站，是上海历史上一个火力发电厂，位于上海市杨浦区，创建于1911年，曾经为远东第一大发电厂，有“中国电力工业摇篮”之稱，其高达105米的烟囱曾一度是中国最高的建筑物。在1950年2月6日的“上海二六大轰炸”中，杨树浦发电厂成为中华民国空军的重点攻击目标而一度遭到严重破坏，后经修复后重新运作。2010年，为兑现“联合国气候变化大会”上中国政府关于减小碳排放量的承诺，杨树浦发电厂正式停产。

## 历史
1882年，英国商人立德尔等组建了上海电气公司（又稱上海電力公司），创办了中国首家发电厂中央电站，并为当时的上海租界供电。尽管中央电站经过迁移、改组、扩容，其发电量相较于租界与日俱增的用电量依然捉襟见肘。1893年租界工部局并购了上海电气公司改组为工部局电气处，建设了新中央电站和江边电站，后者即为杨树浦发电厂。
1913年4月12日，装有4台链条锅炉，2台2000千瓦汽轮发电机组的江边电站正式投入发电。到1923年其容量已增至12.1万千瓦，江边电站成为当时远东最大的火力发电厂。1924年，建成发电厂电气控制室。中国抗日战争时期，日本攻佔了上海诸多发电设施，1941年太平洋战争爆发后江边电站亦遭到攻佔和征用。1945年以后原中国伪军占领的电力公司由国民政府经济部接收，并发还原主经营。此时，经过战争的江边电站、卢家湾和闸北3家电厂，发电设备容量共16.52万千瓦。2010年底，杨树浦发电厂关停。
2015年，伴随着整个黄浦江公共空间工程计划的启动，杨树浦发电厂开始实施生态和艺术改造，从封闭的生产岸线，向文化和生态共享的生活性滨水开放空间转型，修复燃煤造成的生态污染。2019年9月，上海杨树浦电厂遗迹公园建成。